# Terpsícore

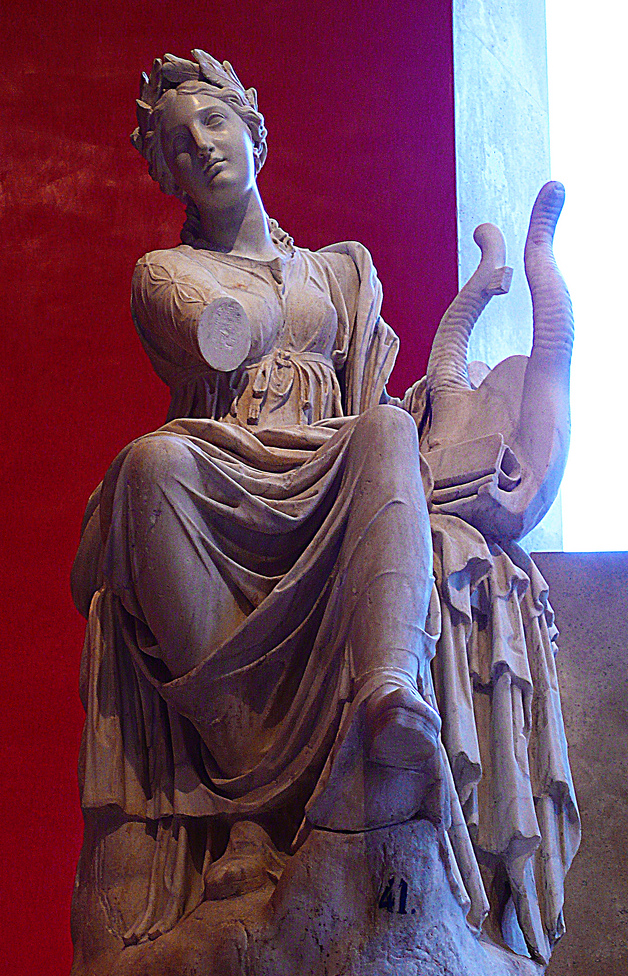
Estatua romana de Terpsícore encontrada en la Villa Adriana. Museo del Prado (Madrid)

Terpsícore o Terpsícora (en griego: Τερψιχόρη o Τερψιχόρα, romanizado: Terpsichore o Terpsichora, lit. 'La que deleita en la danza') es en la mitología griega una de las nueve musas, hija de Zeus y Mnemósine. Es la musa de la poesía ligera y la danza. Terpsícore embellece el placer visual eliminando su atractivo irracional. A ella se le debe la flauta, maneja la cítara y es la inventora de la educación.
Se dice que Apolo fue padre, con una de las «madres celestes (las musas)», de Lino («canto de lamento»), Himeneo («canto nupcial») y Yálemo («canción de suma tristeza»); cada uno fue hijo de una musa diferente pero sus identidades no se han conservado. En algunas leyendas es la madre de las sirenas, junto con Aqueloo. Otros dicen que fue la madre del rey tracio Bistón (cf. bistones) en unión con Ares. Otros la creen madre de Lino con Apolo, o bien fue la madre de Himeneo.
Es representada como una joven esbelta, con un aire jovial y de actitud ligera. Guirnaldas de flores forman su corona y entre sus manos hace sonar una lira.